# ماثيو كوليز
ماثيو كوليز (بالإنجليزية: Matthew Cowles)‏ مواليد 28 سبتمبر 1944 في نيويورك، الولايات المتحدة - الوفاة 22 مايو 2014 في نيويورك، الولايات المتحدة، هو ممثل أمريكي بدأ مسيرته الفنية سنة 1969. امتدت مسيرته الفنية لأكثر من 45 عاما.

## الأعمال
- حفرة المال
- جزيرة شاتر

## روابط خارجية
- ماثيو كوليز على موقع IMDb (الإنجليزية)
- ماثيو كوليز على موقع قاعدة بيانات برودواي على الإنترنت (الإنجليزية)
- ماثيو كوليز على موقع قاعدة بيانات الفيلم (الإنجليزية)